# Messé
Messé é uma comuna francesa na região administrativa da Nova Aquitânia, no departamento de Deux-Sèvres. Estende-se por uma área de 12,31 km². Em 2010 a comuna tinha 196 habitantes (densidade: 15,9 hab./km²).